# Nobuhiro Ishizaki
Nobuhiro Ishizaki (født 14. marts 1958) er en tidligere japansk fodboldspiller og træner.
Han har spillet for flere forskellige klubber i sin karriere, herunder Toshiba.
Han har tidligere trænet Kashiwa Reysol og Montedio Yamagata.